# 飛び出す絵本
飛び出す絵本（とびだすえほん）は、本を開くと幾何的な折り畳み構造物と、これに描かれた絵が飛び出すようになっている絵本のことである。仕掛け絵本（しかけえほん）、ポップアップブック（英語: Pop-up book）とも。
こういった折り畳み構造物による「飛び出し」は、バースデーカードやクリスマスカードにも応用したものが見られる。

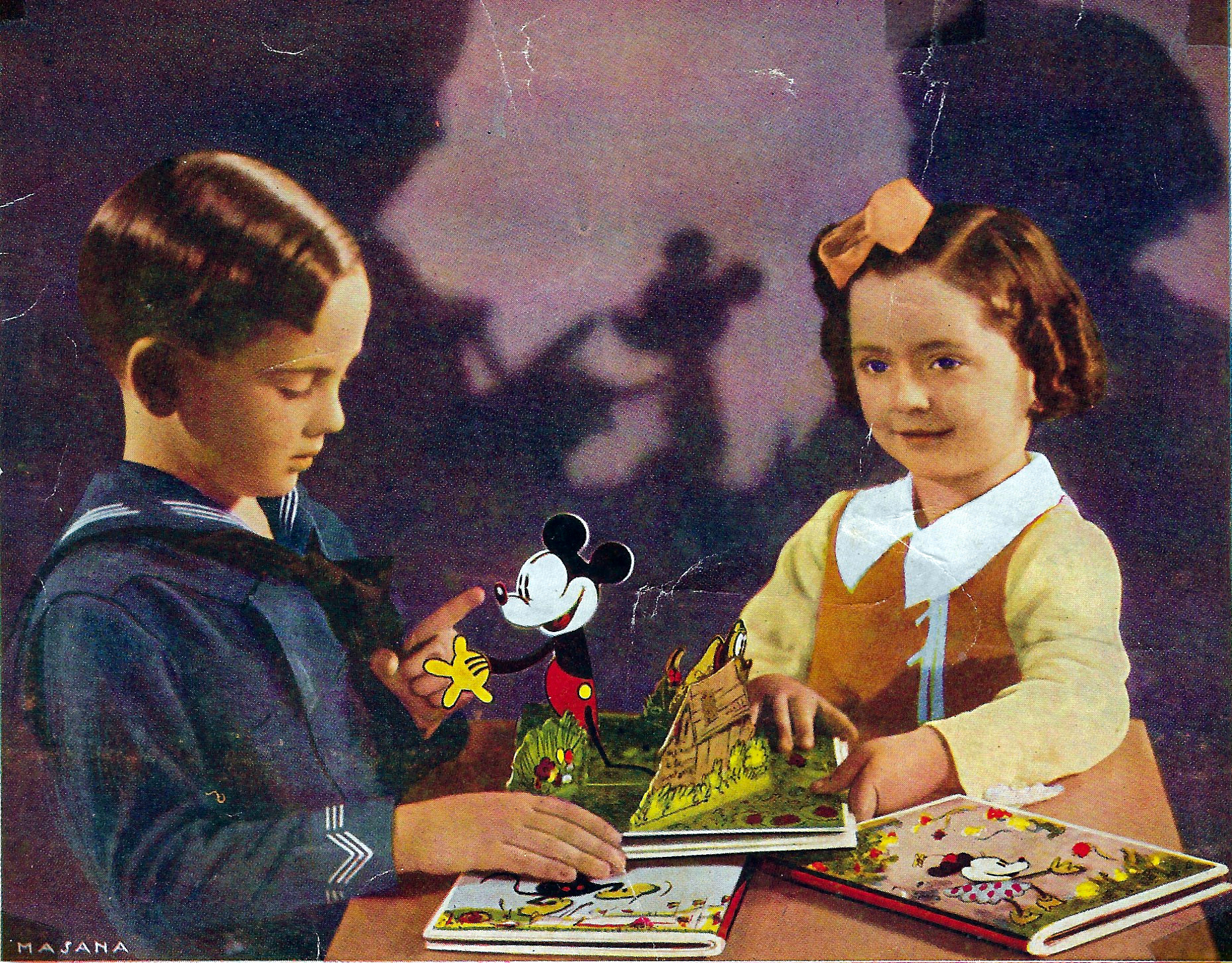
『ミッキーのサーカス』（1934年スペインエディトリアル・モリーノ社）の飛び出す絵本

## 概要

ポップアップブックのアクションのデモンストレーション(マシュー・ラインハートの『シンデレラ』)

飛び出す絵本は、各ページに折り畳まれた紙などから成る薄い構造物が挟まれており、ページを開くことでそれらが立体的にせり出してくる仕掛けをもった絵本である。各ページは立体の構造物を支える必要から板紙ないし厚紙が利用され、また構造部分は折線が何度も繰返し曲げ伸ばしされることから曲げ伸ばしに強い紙が使われる。メッセージカードの類では頻繁に開くことを前提としないため、画用紙などのこともある。
挟まれている構造物は蛇腹状に折り畳まれた状態で各ページに挟まれている。それを「ページを開く」という動作で左右に引っ張る過程で、面前にせり出してくる。動く絵本などのページの一部にあるつまみを操作することでページの一部が引っ張り出せたり、または袋状になった部分に空いた穴から下の絵がのぞいて見える範囲が移動するなど、他の仕掛け絵本の手法が併用されることもある。
こういった絵本に選ばれる題材としては、不思議の国のアリスやシンデレラなど有名な話や、オリジナルのストーリー、図鑑的なものなど題材は様々である。
19世紀にはローター・メッゲンドルファー 、アーネスト・ニスター らが黄金期を作った。現在活躍中の作家にはヤン・ピエンコフスキー、ロバート・サブダ
らがいる。
日本での飛び出す絵本の刊行点数が多い出版社に大日本絵画がある。

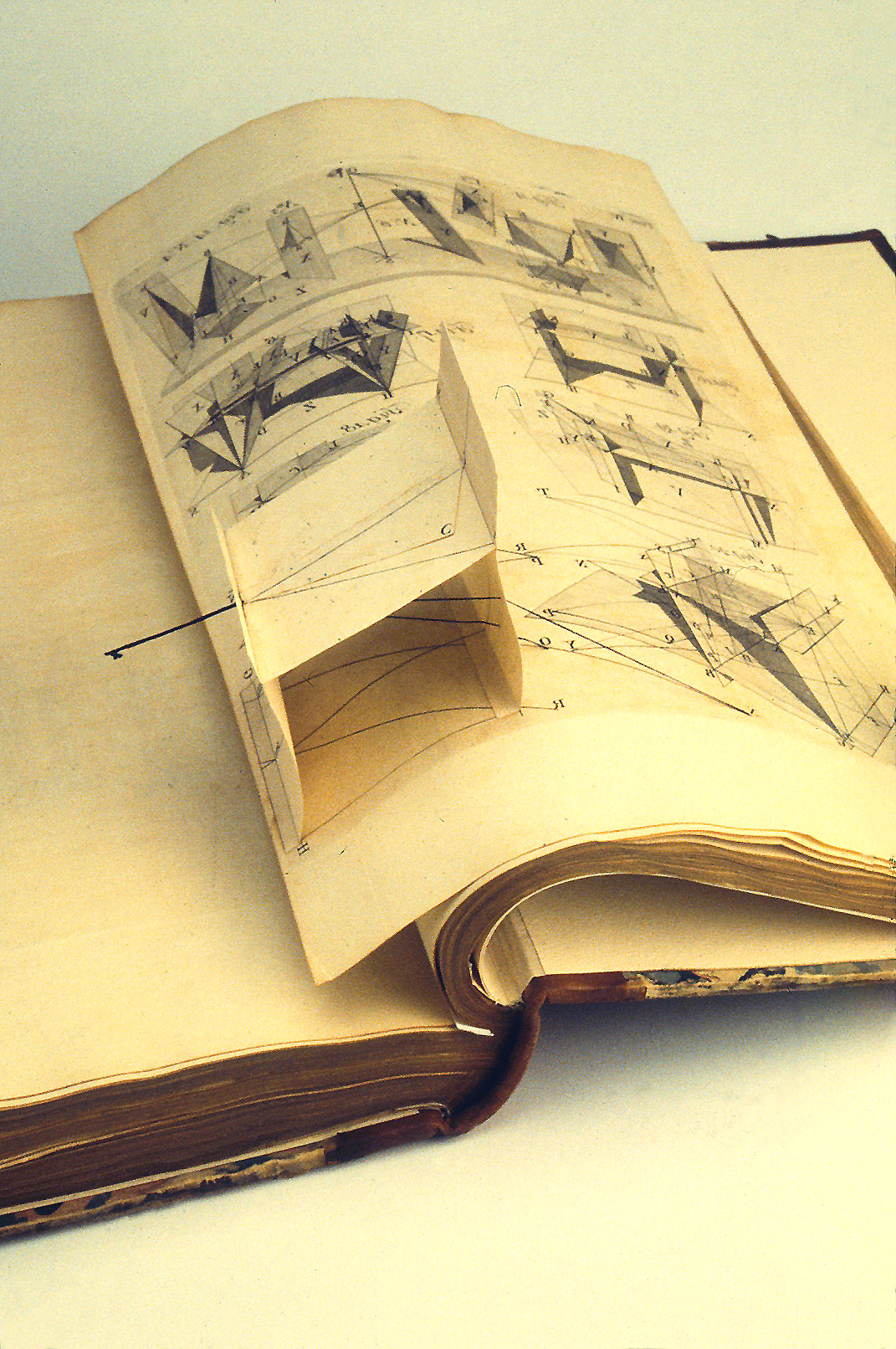
トーマス・モルトン (父)（英語版）(1779)
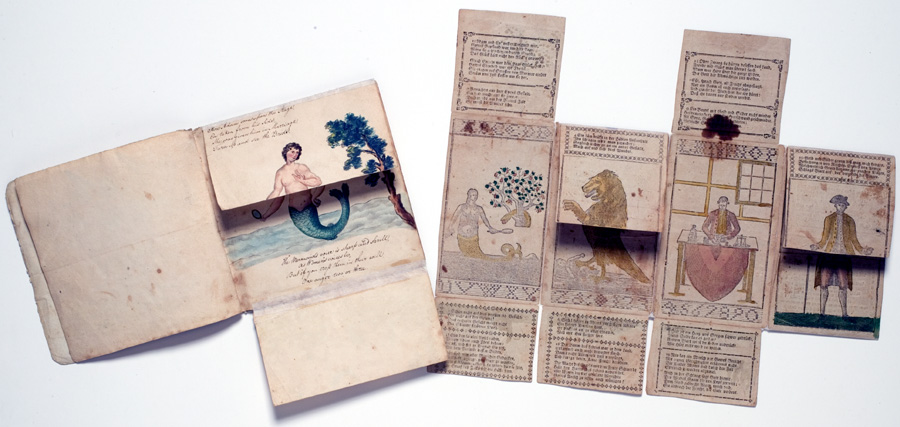
ロバート・セイヤー（英語版）(1793)
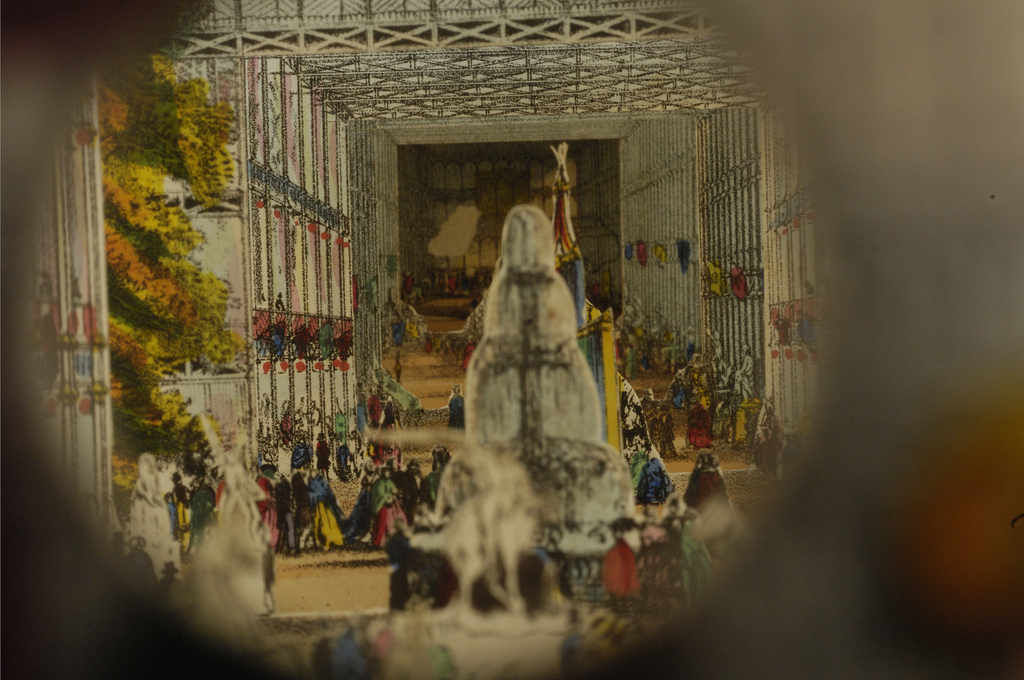
ダブリンのレンスター・ハウスで行われた大産業展示会（英語版）(1853)の広告小冊子
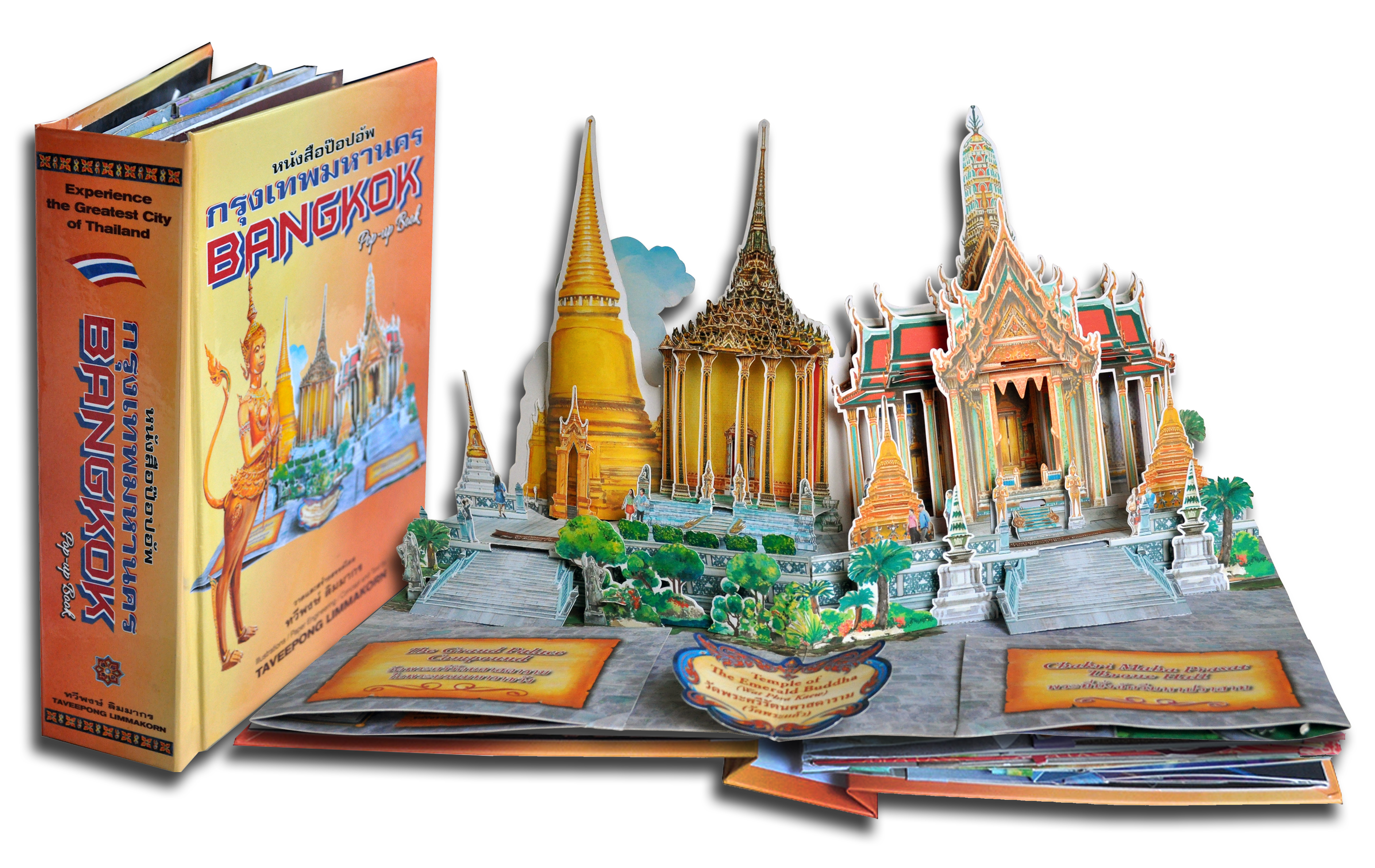
タイ、バンコクの絵本
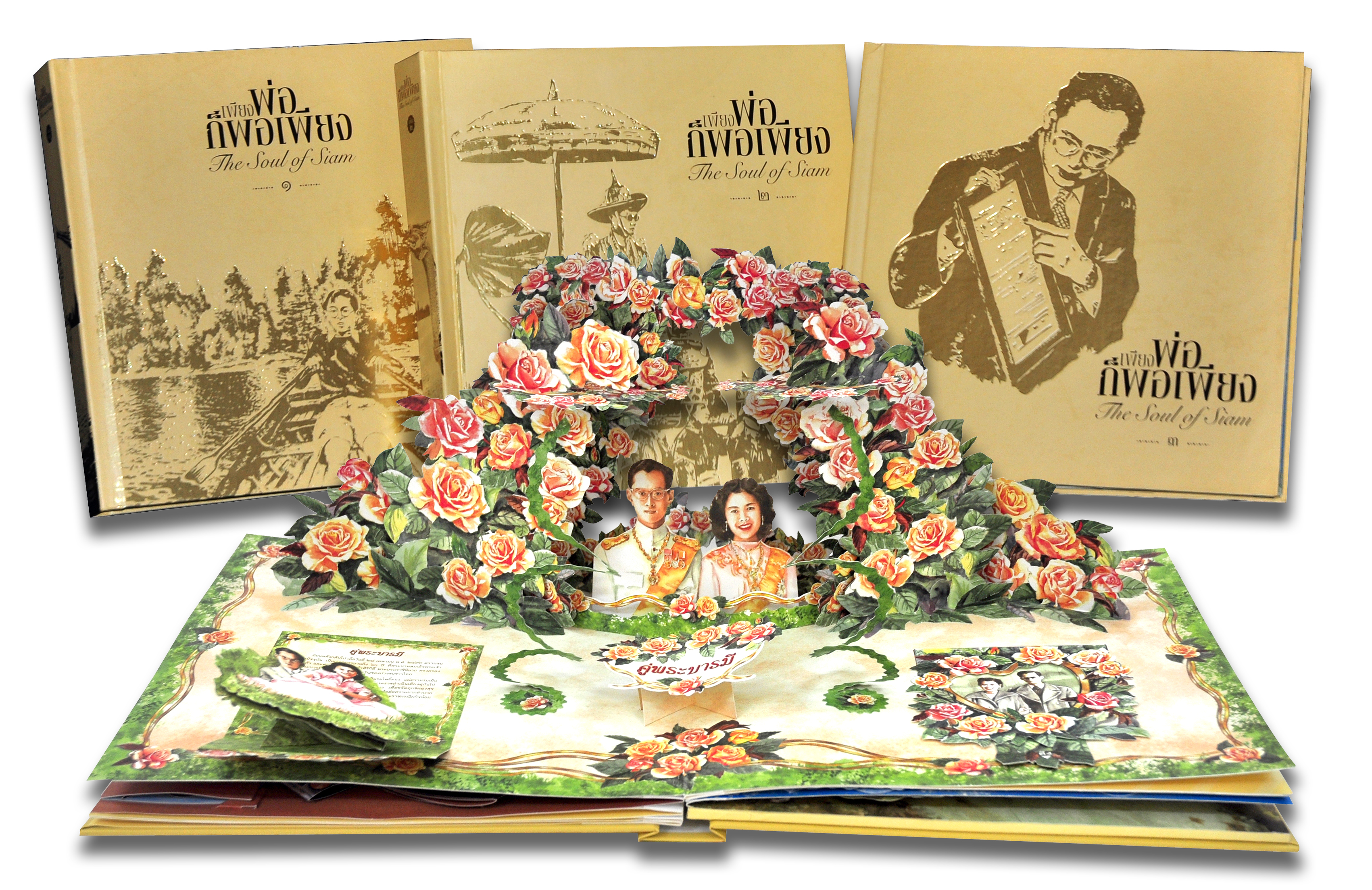
タイ、バンコクの絵本

## 制作
飛び出す絵本の製作では、絵本作家が一人で作り上げる場合もあるが、こういった仕掛けを考案する専門のデザイナーもいることが大日本絵図のウェブサイトなどからうかがえる。こうして作られた原稿は、一般の書籍と同様に印刷される訳だが、その後に仕掛け部分をプレス加工で打ち抜き、これを手作業の流れ作業で各ページに接着し組み立てするなど、独特の工程を経て製品として完成する。
なお、こういった組み立て工程では各ページ毎の担当者がおり、そこではベルトコンベアは利用されていない模様である。各ページに取り付ける部品も手作業で組み立てられている。

## その他の「仕掛け絵本」
飛び出し絵本のほか、一般の絵本と異なる工夫を凝らした絵本も「仕掛け絵本」と呼ぶ。
- 布製絵本
- 穴の開いたもの（穴あき仕掛け絵本、かたぬき絵本。『はらぺこあおむし』など）